# Стів Арчибальд
Стів Арчибальд (англ. Steve Archibald, нар. 27 вересня 1956, Глазго) — шотландський футболіст, нападник. По завершенні ігрової кар'єри — футбольний тренер.

## Клубна кар'єра
У дорослому футболі дебютував 1974 року виступами за команду клубу «Клайд», в якій провів три сезони, взявши участь у 65 матчах чемпіонату.
Згодом з 1977 по 1984 рік грав у складі команд клубів «Абердин» та «Тоттенгем Готспур». Протягом цих років виборов титул чемпіона Шотландії, ставав володарем Кубка Англії (двічі), володарем Суперкубка Англії з футболу, володарем Кубка УЄФА.
Своєю грою за останню команду привернув увагу представників тренерського штабу клубу «Барселона», до складу якого приєднався 1984 року. Відіграв за каталонський клуб наступні три сезони своєї ігрової кар'єри. У складі «Барселони» був одним з головних бомбардирів команди, маючи середню результативність на рівні 0,44 голу за гру першості.
Протягом 1987—1996 років захищав кольори клубів «Блекберн Роверз», «Гіберніан», «Еспаньйол», «Сент-Міррен», «Клайд», «Фулхем» та «Іст Файф».
Завершив професійну ігрову кар'єру в ірландському клубі «Гоум Фарм», за команду якого виступав протягом 1996—1996 років.

## Виступи за збірну
1980 року дебютував в офіційних матчах у складі національної збірної Шотландії. Протягом кар'єри у національній команді, яка тривала 7 років, провів у формі головної команди країни 27 матчів, забивши 4 голи.
У складі збірної був учасником чемпіонату світу 1982 року в Іспанії, чемпіонату світу 1986 року у Мексиці.

## Кар'єра тренера
Розпочав тренерську кар'єру, ще продовжуючи грати на полі, 1994 року, очоливши тренерський штаб клубу «Іст Файф».
Наразі останнім місцем тренерської роботи був клуб «Ейрдріоніанс», команду якого Стів Арчибальд очолював як головний тренер до 2001 року.

## Досягнення
«Абердин»
- Чемпіон Шотландії: 1979-80

«Тоттенгем Готспур»
- Володар кубка Англії: 1980-81, 1981-82
- Володар Суперкубка Англії з футболу: 1981
- Володар Кубка УЄФА: 1983-84

«Барселона»
- Чемпіон Іспанії: 1984-85